# 波多黎各徽章
波多黎各自由邦邦徽，是美国自治邦波多黎各自由邦的标志。该邦徽为一盾徽。由西班牙君主於1511年授予波多黎各使用。是美洲現在使用的行政區徽章中歷史最久的。經過修改後的現今版本於1976年啟用。